# 형광봉

형광봉(螢光棒)은 단기간 빛을 내는 광원 막대이다. 영어로는 글로 스틱(glow stick) 또는 케미컬 라이트(chemical light)라고 한다. 분리된 물질들을 이루는 반투명한 플라스틱 튜브로 이루어지며 이 물질들이 병합되면 화학 발광을 통해 빛을 내므로 외부의 전원이 필요하지 않다. 빛은 끌 수 없고 한 차례만 사용이 가능하다. 형광봉은 레크리에이션 목적으로 종종 사용되지만 군사, 경찰, 소방, 구급 목적으로 사용할 수도 있다.

## 역사
Bis-(2,4,5-trichloro-6-(pentyloxycarbonyl)phenyl)oxalate의 상표명은 Cyalume이며, Michael M. Rauhut와 Laszlo J. Bollyky(벨 연구소의 Edwin A. Chandross와의 공동 작업을 기반. 아메리칸 사이안아미드 출신)에 의해 발명되었다. 화학 발광의 다른 초기 작업은 China Lake Naval Weapons Center의 Herbert Richter 하의 연구원들에 의해 동시에 수행되었다.

## 이용
형광봉은 방수 처리되며 배터리를 사용하지 않으며 무시할만한 열을 발사하며 값이 싸고 사용 후 쉽게 버릴 수 있게 되어있다. 물 아래 등의 환경처럼 고압에 견딜 수 있다.  군사, 캠핑, 레크리에이션 다이빙 분야에서 광원과 라이트 메이커로 사용된다.

## 동작 원리
형광봉은 2개의 화학 물질이 혼합될 때 빛을 발산한다. 두 개의 용기가 있는데, 각 용기는 다른 용액이 있다. 외부 용기가 풀리면 안쪽 용기가 분해되면서 용액들이 병합되면서 필요한 화학 반응을 일으킨다.

다이페닐 옥살레이트의 산화(위), 1,2-dioxetanedione의 분해 (가운데), 염료의 릴렉세이션 (아래)